# Википедија на кинеском језику
Википедија на кинеском језику (кин: 中文维基百科) је верзија Википедије на кинеском језику, слободне енциклопедије, која данас има 1.478.745 чланака и заузима на листи Википедија 12. место.